# Догерті (Айова)
Догерті (англ. Dougherty) — місто (англ. city) в США, в окрузі Серро-Гордо штату Айова. Населення — 62 особи (2020).

## Географія
Догерті розташоване за координатами 42°55′19″ пн. ш. 93°2′9″ зх. д. / 42.92194° пн. ш. 93.03583° зх. д. (42.921966, -93.035883).  За даними Бюро перепису населення США в 2010 році місто мало площу 1,42 км², уся площа — суходіл.

## Демографія
Згідно з переписом 2010 року, у місті мешкало 58 осіб у 29 домогосподарствах у складі 18 родин. Густота населення становила 41 особа/км².  Було 43 помешкання (30/км²).
Расовий склад населення:
| - 96,6 % — білих - 3,4 % — азіатів |

До двох чи більше рас належало 0,0 %. Частка іспаномовних становила 0,0 % від усіх жителів.
За віковим діапазоном населення розподілялося таким чином: 8,6 % — особи молодші 18 років, 67,3 % — особи у віці 18—64 років, 24,1 % — особи у віці 65 років та старші. Медіана віку мешканця становила 51,7 року. На 100 осіб жіночої статі у місті припадало 87,1 чоловіків;  на 100 жінок у віці від 18 років та старших — 96,3 чоловіків також старших 18 років.
Середній дохід на одне домашнє господарство  становив 50 528 доларів США (медіана — 49 375), а середній дохід на одну сім'ю — 54 396 доларів (медіана — 60 500). Медіана доходів становила 46 250 доларів для чоловіків та 23 750 доларів для жінок. За межею бідності перебувало 4,4 % осіб, у тому числі 0,0 % дітей у віці до 18 років та 18,8 % осіб у віці 65 років та старших.
Цивільне працевлаштоване населення становило 43 особи. Основні галузі зайнятості: освіта, охорона здоров'я та соціальна допомога — 27,9 %, виробництво — 18,6 %, сільське господарство, лісництво, риболовля — 16,3 %.